# Tschekmagusch
Tschekmagusch (russisch Чекмагу́ш; baschkirisch Саҡмағош, Saqmağoş; tatarisch Чакмагыш, Çakmagış) ist ein Dorf (selo) in der Republik Baschkortostan in Russland mit 11.382 Einwohnern (Stand 14. Oktober 2010).

## Geographie
Der Ort liegt knapp 100 km Luftlinie nordwestlich der Republikhauptstadt Ufa. Er befindet sich am gleichnamigen Flüsschen, das über Kalmaschka und Tschermassan zur gut 40 km östlich verlaufenden Belaja abfließt.
Tschekmagusch ist Verwaltungszentrum des Rajons Tschekmaguschewski sowie Sitz der Landgemeinde (selskoje posselenije) Tschekmaguschewski selsowet, zu der außerdem die Dörfer Igentsche (4 km nordwestlich der Ortsmitte), Narimanowo (4 km nördlich) und Resmekejewo (6 km südöstlich) gehören.
Über 60 % der Einwohner sind Tataren, knapp ein Drittel Baschkiren.

## Geschichte
Der Ort ist seit Ende des 16. Jahrhunderts bekannt. Seit 20. August 1930 ist Tschekmagusch Sitz einer Rajonverwaltung.

### Bevölkerungsentwicklung
| Jahr | Einwohner |
| ---- | --------- |
| 1939 | 3.995     |
| 1959 | 4.923     |
| 1970 | 7.209     |
| 1979 | 9.104     |
| 1989 | 10.164    |
| 2002 | 11.204    |
| 2010 | 11.382    |

Anmerkung: Volkszählungsdaten

## Verkehr
Bei Tschekmagusch kreuzen sich die Regionalstraßen 80K-008 vom östlich benachbarten Rajonzentrum Kuschnarenkowo (an der föderalen Fernstraße M7 Wolga) in das westlich benachbarte Rajonzentrum Bakaly sowie 80N-012, die die südlich verlaufende M5 Ural bei Busdjak mit der M7 bei Djurtjuli verbindet.